# تينبي
تينبي (ويلز: (Dinbych-Y-pysgod، وتعني بلدة صغيرة من الأسماك أو قلعة صغيرة من الأسماك) وهي مدينة ساحلية مسورة في بيمبروكشاير، جنوب غرب ويلز، على الجانب الغربي من خليج كرمرثن.
السمات البارزة من تينبي تشمل 2.5 ميل (4.0 كم) من الشواطئ الرملية وجدران المدينة من القرون الوسطى في القرن ال13، بما في ذلك خمسة أقواس الحصن الأمامي عند مدخل المدينة، وكنيسة سانت ماري من القرن ال15، وبيت التاجرتيودور (الثقة الوطنية)؛ ومتحف ومعرض فنون تينبي. ومسار ساحل بيمبروكشاير، وهو جزء فقط من حديقة ويلز الوطنية الساحلية، وقوارب تبحر من ميناء تينبي إلى خارج جزيرة كالدي الرهبانية، في حين أن جزيرة سانت كاترين هي جزيرة المد والجزر. وتخدم محطة سكة حديد مدينة تينبي.

## التاريخ
مع موقعها الاستراتيجي على الساحل الغربي من الجزر البريطانية، وميناء محمية طبيعية من كل من المحيط الأطلسي والبحر الأيرلندي، تعتبر تينبي نقطة التسوية الطبيعية.
أقرب مرجع إلى التسوية في تينبي هي في "Etmic Dinbych"، وهي قصيدة ربما من القرن 9، وقد حوفظ عليها في كتاب تاليسين في القرن ال14. وعند هذه النقطة كانت التسوية ربما قلعة التل، والطبيعة التجارية للتسوية ربما تتطور تحت تأثير Hiberno-نرويجي.
وبعد فتح نورمان، أصبحت الأراضي تحت سيطرة الإيرل من بيمبروك الذي عزز من سهولة الدفاع ولكن كان من الصعب الهجوم على تلة القلعة التي تقع على حصن القلعة عن طريق بناء أول حجر للقلعة المسورة.
هذا ما مكن المدينة لتنمو كميناء بحري ولكن اتضحت الحاجة إلى دفاعات إضافية عندما تعرضت للهجوم من قبل قوات ويلز في عام 1187 ومرة أخرى عام 1260 من قبل يولين الكبير.
بنى ويليام دي فالنسيا أسوار المدينة، الإيرل الأول من بمبروك في أواخر القرن ال13 وقد حفزت ملاك الأراضي لتطوير جدران المدينة الواسعة وتضم جزءا كبيرا من التسوية وهي ما تسمى الآن «البلدة القديمة» وعلى الرغم من أن البوابات الخشبية الفعلية في تينبي لم تعد موجودة وقد تعطي الخمسة أقواس عند حافة البلدة القديمة نظرة ثاقبة قد تعجب التجار في أثناء دخولهم.
وخلال حرب الوردتين هنري تيودور، أوى الملك هنري السابع المقبل لانجلترا داخل تينبي قبل الإبحار إلى المنفى عام 1471. ونتيجة لذلك، في أواخر العصور الوسطى، منحت تينبي مختلف المنح الملكية التي مولت صيانة وتحسين جدران المدينة وسياج الميناء وأصبح الميناء خلال هذه الفترة ميناء وطني ناشط ومهم والذي يعتمد على تجارة الأسماك ويبحر التجار على طول الساحل إلى بريستول وأيرلندا، وأبعد من ذلك إلى فرنسا وإسبانيا والبرتغال وتشمل الصادرات من تينبي الصوف، والجلود، قماش، والفحم والحديد والنفط بينما هبطت البحارة البرتغالية عام 1566 بالبرتقال الأول لينقل إلى ويلز.

## السقوط
تسبب حدثين رئيسيين في انخفاض أهمية البلدة بسرعة وبشكل دائم. أولا، في الحرب الأهلية الإنجليزية، أعلنت المدينة للبرلمان وقاومت محاولتين من قبل تشارلز جيرارد، الإيرل الأول من ماكليسفيلد للاستيلاء عليها للملك شارل الأول. في عام 1648، استولى الملكيين على القلعة لمدة عشرة أسابيع قبل الاستسلام للعقيد توماس هورتون، الذي رحب بقدوم أوليفر كرومويل إلى المدينة بعد ذلك بوقت قصير. وفي 1650، قتل وباء الطاعون نصف سكانها.
ونتيجة لانعدام التجارة، أدى تخلي التجار عن المدينة إلى تراجعها لا محالة إلى الاضمحلال والخراب. وبحلول نهاية القرن ال18، لاحظ المتزاور جون ويسلي كيف «.. ثلثا البلدة القديمة هي في حالة خراب أو قد اختفت تماما وتتجول الخنازير بين البيوت المهجورة وتتجلى تينبي في مشهد كئيب».

## الإحياء الفيكتوري
مع الحروب النابليونية التي تقيد السياح الأغنياء من زيارة المنتجعات الصحية في أوروبا، نمت الحاجة إلى الاستحمام البحري المنزلي وفي عام 1802 اشترى المقيم محليا المصرفي التاجر السياسي السير وليام باكستون ممتلكاته الأولى في البلدة القديمة ومن هذه النقطة فصاعدا فقد استثمر بكثافة في هذه البلدة،
بموافقة كاملة من مجلس المدينة وبمشاركة الفريق الذي كان قد بنى منزله في قاعة ميدلتون تم اطلاع المهندس جيمس جرير ومهندس صموئيل بيبيس كوكريل لإنشاء «الاستحمام الأنيق المناسب للمجتمع الأعلى» وقد أصبحت الحمامات حيز التنفيذ في يوليو 1806 و، بعد الحصول على غلوب ان تم تحويله إلى «النمط الأنبل والأكثر أناقة وأريحية» لتقديم الزوار الأكثر أناقة لحماماته ونصبت البيوت المجاورة للحمامات، واسطبلات الأحصنة ومجاورتها لبيوت المدربين.
في عام 1814 تم بناء طريق على أقواس تطل على الميناء على نفقة باكستون الكاملة وعلى الرغم من انه في وقت لاحق حصل على مشروع قانوني في البرلمان لنقل المياه العذبة عن طريق الأنابيب في المدينة، ولكنه قد أغلق له مسرح 1809 في 1818 بسبب عدم وجود المحسوبية.
كما أخذت باكستون «جولة» في التطورات في المنطقة، كما هو مطلوب من قبل سياح فيكتوريا الأغنياء ووشمل ذلك اكتشاف الربيع الحديدي في الحديقة الخاصة به في قاعة ميدلتون، وأماكن التدريب من سوانسي إلى ناربيرث. كما بنى برج باكستون كنصب تذكاري للورد نيلسون الذي كان قد التقى به في عام 1802 عندما نجحت بلدية كرمرثن. وقد نجحت جهود باكستون لاحياء البلدة وخصوصا عندما تم الانتصار في معركة ترا فالجار لفتح أوروبا، كان النمو الفيكتوري لتينبي لا مفر منه ومن خلال كل العصور الجورجية والفيكتورية كانت تينبي الشهيرة ملاذا صحيا ومركزا للدراسة النباتية والجيولوجية. ويوجد العديد من مميزات المدينة التي يجري بناؤها لتوفير مناطق للمماشي الصحية على شاطئ البحر. ويرجع ذلك إلى الممرات التي يجري بناؤها لاستيعاب مربيات فيكتوريا اللواتي يدفعن عربات الأطفال على الشواطئ وما زالت العديد من الشواطئ اليوم تحتفظ بدخول جيد للمعاقين وفي عام 1856 رافق الكاتب ماري آن إيفانس (جورج إليوت) جورج هنري لويس لتينبي لجمع المواد اللازمة لعمله لدراسات شاطئ البحر التي نشرت في عام 1858.
وفي عام 1852، نشر الصيادين الناجين من السفن الغارقة وبحارة الجمعية الملكية الخيرية قارب النجاة في المدينة التي تولتها مؤسسة قارب النجاة الملكية الوطنية في عام 1854 وأدى ذلك في عام 1905 لبناء أول محطة قارب نجاة مجهزة للانزلاق والتي تم استبدالها في عام 2008.
المقال الرئيسي: محطة قارب النجاة لتينبي.
جزيرة سانت كاترين
افتتح بمبروك محطة السكك الحديدية في تينبي وباعتبار سكك تينبي الحديدية كفرع لمحطة تمر باتجاه بمبروك في عام 1863، مع قسم شرقي يضم إلى الخط الرئيسي في السنوات الثلاث التالية.
في عام 1867، بدأ بناء بالمرستون فورت في جزيرة سانت كاترين وقد بني لحماية الخط الساحلي من قوة الهبوط المحتملة.

## اليوم
توفر تينبي الحديثة العديد من المعالم السياحية والأنشطة لكل من السكان المحليين والسياح من خارج موسم السياحة للاستمتاع ويوجد أكثر من 200 من المباني المدرجة وغيرها من المباني في وحول تينبي. لا تزال جدران قلعة المدينة القديمة وفن عمارة الاحياء الفكتوري موجودة والتي تم الاحتفاظ بها والحفاظ عليها وفي كثير من الأحيان في نظام ألوان الباستيل التي يتم تسليط الضوء عليها، مما يجعل المدينة تبدو كأنها مدينة الريفيرا الفرنسية في الطبيعة والمظهر ولا يزال يعتمد الاقتصاد إلى حد كبير على السياحة، دعما من مجموعة من الحرف والفن ومخازن السلع المحلية، والتي تم إنشاؤها بواسطة المجتمع الفني المزدهر.

## التعليم
يوجد أربع مدارس في منطقة المدارس في تينبي.
•	ثلاث مدارس ابتدائية:
•	مدرسة في سي للرضع في تينبي.
•	مدرسة مجموعة المبتدئين في تينبي.
•	مدرسة شارع آر سي تيلو.
•	مدرسة ثانوية واحدة:
•	مدرسة يسغول غرينهيل
ويلتحق معظم التلاميذ من مدرسة مجموعة المبتدئين في تينبي ومدرسة شارع آر سي تيلو تلقائيا بمدرسة غرينهيل، ولكن يمكن للوالدين إلحاقهم بمدرسة مختلفة وتشمل مدرسة تينبي للرضع ومدرسة تينبي للمبتدئين وحدات ويلز لتحدث التلاميذ اللغة الويلزية ويستمر معظم هؤلاء التلاميذ في يسقولي بريسيلي (مدرسة ثانوية للتحدث باللغة الويلزية) في كرايميتش.

## المناخ
كما هو الحال مع بقية ويلز والمملكة المتحدة على نطاق أوسع، تواجه تينبي المناخ البحري مع صيف بارد ومعتدل في الشتاء، والرياح غالبا ما تكون مرتفعة نظرا لموقعها الساحلي جنوب غرب، وهي واحدة من أشمس المواقع في ويلز.

## السياحة
تينبي هو منتجع بريطاني مشغول بشكل استثنائي في فصل الصيف وتجعله الشواطئ النقية نسبيا وجدران المدينة التاريخية منتجع ملحوظ على شاطئ البحر ويتم تسويق معظم المحلات التجارية والحانات والمطاعم في تينبي خصيصا للسياح ويوجد رحلات القوارب الساحلية إلى الجزر البعيدة عن الشاطئ أساسا لاستكشاف مدينة بيمبروكشاير.
وتمتد مسابقة للرجل الحديدي السنوية في وليلز لزائر الموسم في ايلول.

## المواصلات
يدخل طريق A478 البلدة ويربط الطريق السريع M4 بطريق A48 حوالي 40 ميلا (64 كم). وتخدم قطارات أريفا ويلز محطة السكة الحديدية في تينبي مع خدمات بالساعة النظامية لسوانسي وما بعده إلى لندن بادينغتون عن طريق الغربية العظيمة الأولى.و خلال موسم الذروة، تصل القطارات مباشرة من بادينغتون لتينبي إلى أقرب مطار وهو كارديف الدولي إما عن طريق البر أو السكك الحديدية.

## الرياضة
تينبي هي مسقط رأس لتينبي المتحدة RFC، نادي اتحاد رجبي الذي كان موجودا في المدينة في شكل واحد أو آخر منذ عام 1876 وعضو في اتحاد رجبي في ويلز.
تينبي هي أيضا مسقط رأس نادي سيكلينغ اكسيس في تينبي، التي توسعت بسرعة لتصبح أكبر ناد في جنوب بيمبروكشاير.
ويوفر ملعب تينبي للغولف تحدي مكون من 18 حفرة تتصل بالغولف.

## روابط خارجية
- تينبي على مشروع الدليل المفتوح
- Tenby Town Council
- Tenby Lifeboat Station نسخة محفوظة 29 يونيو 2011 على موقع واي باك مشين.